# Ah! non credea mirarti
Ah! Non credea mirarti est une cantilène pour soprano tirée de l'acte II (scène 2) de La sonnambula composée par Vincenzo Bellini créée par Guiditta Pasta le 6 mars 1831.
L'air précède la cabalette Ah! non giunge, et suit le récitatif Oh! se una volta sola. La cavatine débute andante cantabile. L'œuvre de Bellini culmine avec cette mélopée qui reprend les codes belcantistes et romantiques par excellence.

## Contexte
Elvino, furieux, rompt les fiançailles après avoir découvert Amina chez le comte Rudolfo, qui se serait retrouvée chez lui pendant une crise de somnambulisme la veille de leur mariage. Il se décide à épouser Lisa malgré les explications que lui donne Rodolfo. Triste et bouleversée, Amina interprète cet air en état de somnambulisme. Elle chante son amour pour Elvino en contemplant les violettes qu'il lui avait offertes la veille et les compare à l'amour qu'il lui porte : un amour qui n'aurait duré qu'un jour. Le village assiste impuissant à cette scène de somnambulisme, alors qu'Amina se trouve sur la corniche du toit, au-dessus de la roue du moulin du village.

## Analyse

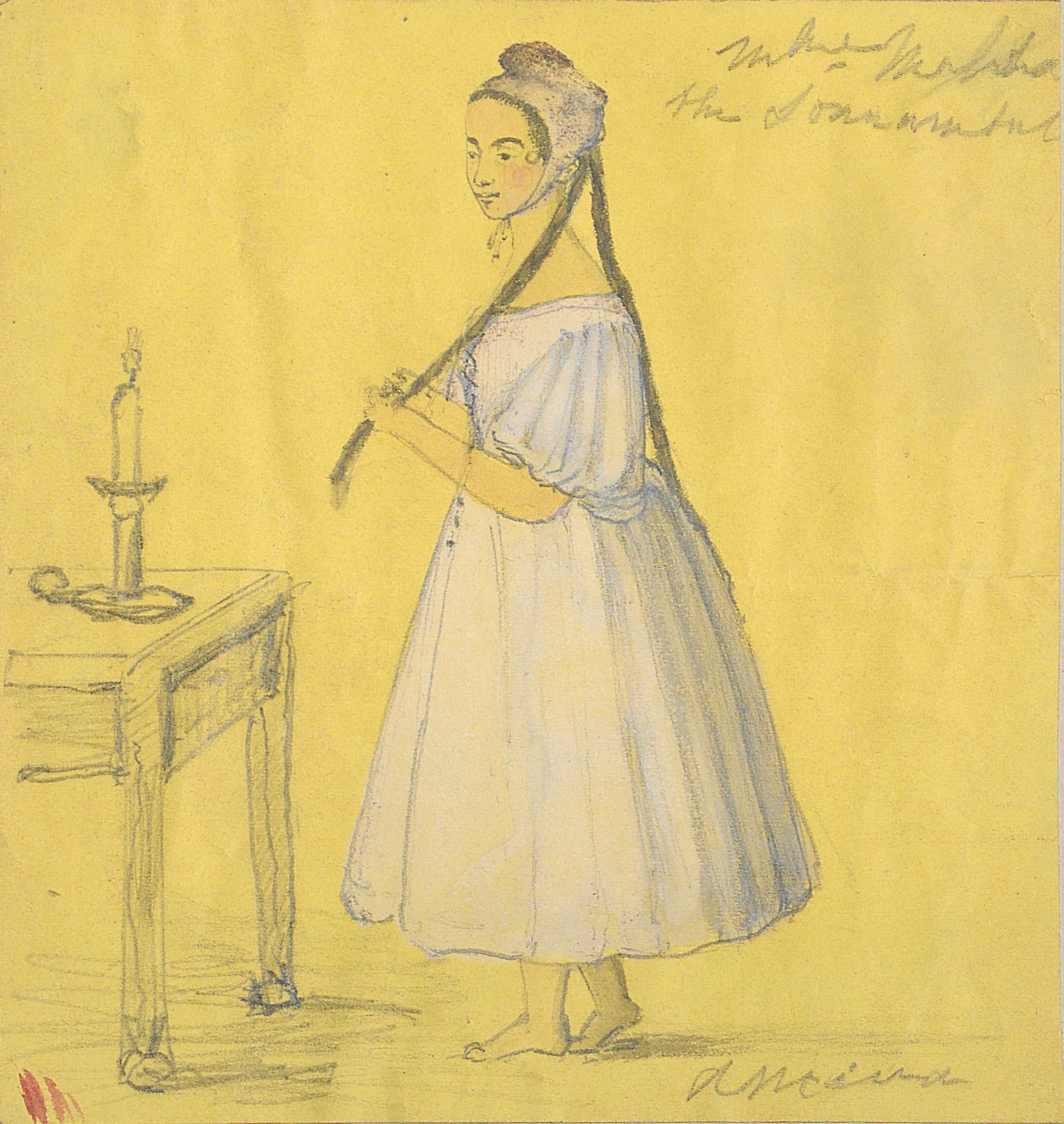
Projet de costume pour Maria Malibran dans la Somnambule.

Cette cavatine constitue une scène de folie en ce que l'annulation du mariage par Elvino pousse Amina dans un état de détresse mentale, symbolisée ici par sa crise de somnambulisme qui lui permet de s'échapper de l'hostilité du monde réel. Aussi, la folie se manifeste par le délire associé à sa perte de conscience et de raison (elle confond Rudolfo et Elvino).  
Un thème simple joué par les premiers violons et un pincement régulier des contrebasses introduisent la tristesse d'Amina dans le début de l'air. La cavatine reprend ainsi quelques caractéristique d'une cantilène. Un hautbois reproduit un thème plaintif qui rappelle l'innocence de Amina, et le premier violon souligne la tristesse d'Amina dans les dernières mesures. Ce n'est pas un duo mais Elvino intervient à deux reprises dans l'air.

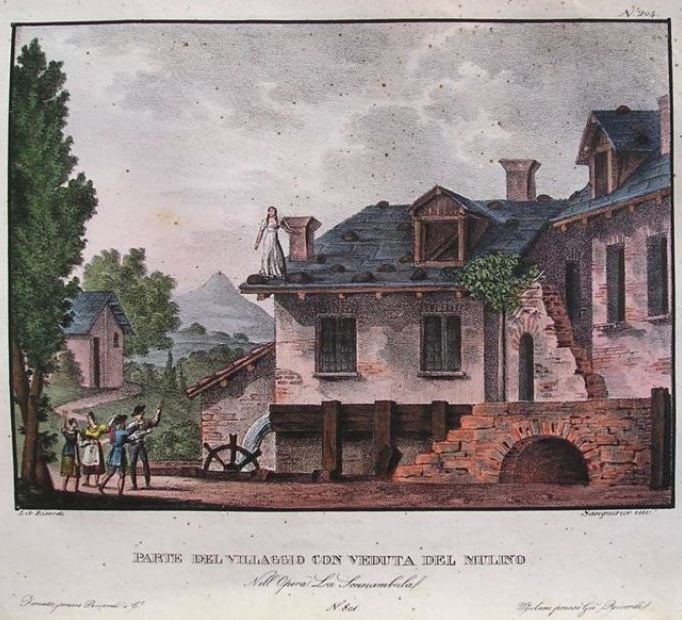
Amina dans l'acte 2.

La cabalette qui suit marque le moment où Elvino reprend confiance en Amina et lui rend sa bague pour se marier au village : c'est le dénouement et l'euphorie dans un air virtuose (Ah! Non giunge uman pensiero / Ah! aucune pensée humaine ne peut décrire mon bonheur).
Cette mélopée précède ainsi la scène du somnambulisme chez Verdi dans Macbeth en 1847. Mais les issues sont différentes puisque chez Verdi, aucune cabalette ne suit la scène, et celle-ci se termine sur une fin sans dénouement heureux.

## Reprises
La cavatine est reprise très souvent avec la cabalette en récital. Des artistes comme Jenny Lind, La Pati, La Malibran, Montserrat Caballé, Joan Sutherland, Natalie Dessay mais aussi Cecilia Bartoli et plus récemment Pretty Yende ont incarné sur scène Amina. Mais c'est surtout Maria Callas qui a contribué à la redécouverte de ce rôle par ses interprétations historiques de 1955 et de 1957. Elle enregistre en 1965 pour la télévision française une version du récitatif et de l'air ; touchante mais fragile vocalement, cette interprétation est la dernière de l'artiste .

## Postérité
Cet air aurait été un des préférés de Frédéric Chopin, qui aurait demandé à ce qu'on la joue sur son lit de mort. Les deux artistes se connaissaient très bien. 
On retrouve aussi les premières notes de cet air sur la tombe de Vincenzo Bellini en la Cathédrale Sainte-Agathe à Catane.

## Paroles
| Original | Traduction française littérale |
| --- | --- |
| Ah ! non credea mirarti si presto estinto, o fiore! Passasti al par d’amore, che un giorno sol durò. Io più non reggo (Elvino) Passasti al par d’amore, Più non reggo a tanto duolo (Elvino) Potria novel vigore Il pianto mio recarti Ma ravvivar l'amore Il pianto mio, ah, no, no, non può. | Ah ! je ne croyais pas te voir Fanée si tôt, ô fleur ! Tu as vécu comme l'amour, Qui ne dure qu'un jour. Je ne peux plus supporter (Elvino) Vous avez vécu comme l'amour, Je ne peux plus supporter tant de douleur (Elvino) Peut-être mes larmes te feront elles revivre, Mais elles ne raviveront pas l'amour hélas. |